# Смбат Шах-Азіз
Смбат Симонович Шах-Азіз (Шахазізян) (вірм. Սմբատ Շահազիզ; 1840, Аштарак, Російська імперія—1908, Москва, Російська імперія) — вірменський поет, публіцист і педагог.

## Життєпис
Народився 17 вересня 1840 року в місті Аштарак Ечміадзинського повіту Еріванської губернії в родині священика; був молодшим із шести братів.
До 10 років він навчався вдома, потім у повітовій школі, після чого його відправили в Москву в Лазаревський інститут. По закінченні інституту залишився в ньому для викладання сучасної і класичної вірменської мови, одночасно готуючись до продовження освіти. 1867 року здобув ступінь кандидата сходознавства (зі східних мов) у Санкт-Петербурзькому університеті. Після цього й далі працював викладачем у Лазаревському інституті протягом тридцяти п'яти років — до своєї відставки 1897 року.
1893 року він заснував Абовсько-Назарський фонд для нужденних письменників. Після виходу на пенсію 1898 року створив у Москві комітет з організації догляду та виховання дітей, що стали сиротами через масові вбивства вірмен у 1894—1896 роках (Гамідійська різанина). Він викривав антивірменську позицію режиму царської Росії і лукавство турецької дипломатії.
Помер 5 січня 1908 року в Москві, де й похований на Вірменському кладовищі.

## Творчість
Смбат почав писати у студентські роки і перебував під впливом вірменських поетів Рафаеля Патканяна і Хачатура Абовяна. Від 1861 року він співпрацював з журналом «Юсіс апайл» («Північне сяйво», засновник Степан Назарян) до припинення його видання 1864 року. 1860 року Шах-Азіз опублікував свою першу збірку віршів «Азатутян жамер» (вірм. Ազատության ժամեր, «Години свободи»), до якої увійшли тридцять три вірші, написані сучасною і класичною вірменською мовою.
Серед його поетичних творів: «Години дозвілля» (1858, збірка віршів), «Скорбота Леона» (1865, поема); серед прози: «Голос публіциста» (1881), «Спогади з приводу свята Вардана» (1901), «Кілька слів моїм читачам» (1903).

## Пам'ять
- Іменем Смбата Шах-Азіза названо середню школу № 2[hy] в Аштараці (відкрилася 2014 року).
- З нагоди 150-річчя на його честь в СРСР випущено поштовий конверт.[3]
- Першу російську монографію про вірменського поета Смбата Шах-Азіза написав Юрій Веселовський.
- Російською мовою його твори переклали Ольга Чюміна, Ізабелла Гриневська, Лев Уманець, Сергій Головачевський та інші.